# المديرية العامة للطيران المدني (فرنسا)
المديرية العامة للطيران المدني (فرنسا)، (Direction Générale de l’Aviation Civile أو DGAC) هي الجهة الحكومية المسؤولة عن تنظيم وإدارة الطيران المدني في فرنسا. تأسست لتلبية الاحتياجات المتزايدة في قطاع الطيران المدني، ولضمان سلامة وكفاءة العمليات الجوية، فضلاً عن تعزيز تطور الطيران في البلاد.

## تاريخ

المقر الرئيسي للمديرية العامة للطيران المدني، 50 شارع هنري فارمان، باريس، الدائرة الخامسة عشر.

تأسست الأمانة العامة للطيران المدني والتجاري في 12 سبتمبر 1946 من قبل وزارة النقل والأشغال العامة. وكان أول أمين عام للمنظمة التي تشكلت حديثاً هو ماكس هيمانز (1900-1961)، الذي تم تعيينه في المنصب قبل تسعة أشهر في ديسمبر/كانون الأول 1945.
بعد ذلك قامت SGACC بتشكيل مكتب الطيران الخفيف والرياضي (SALS) لتغطية أندية الطيران والمدربين. في عام 1955 أصبحت SALS هي خدمة التعليم الجوي والرياضة الجوية (SFASA).
- من عام 1971 إلى عام 1976 كان الأمين العام هو موريس جريمو.
- في عام 1976، وبعد إزالة منصب الأمين العام في جميع أنحاء الخدمة المدنية الفرنسية ، تم تغيير اسم SGAC إلى DGAC. ومن بين المديرين العامين اللاحقين ميشيل برنارد (1993) وميشيل واشنهايم (2002-2007).[8]
- في عام 1993، انتقل المقر الرئيسي للمنظمة من 93 شارع مونبارناس، الذي كان مقرها منذ تأسيسها في عام 1946، إلى موقعها الحالي في شارع هنري فارمان.
- في عام 2013، بالتعاون مع ENAC ، أنشأت المديرية العامة للطيران المدني شركة DSNA Services، والتي أصبحت في عام 2019 شركة France Aviation Civile Services ، وهو مكتب متخصص لبيع الخبرة الفرنسية في مجال التنظيمات وسلامة النقل الجوي والملاحة الجوية.[9]

## المهام الرئيسية
إدارة السلامة الجوية
المديرية العامة للطيران المدني مسؤولة عن الإشراف على تطبيق معايير السلامة الجوية الدولية والوطنية. تشمل هذه المهام:
- منح التراخيص للطائرات والشركات.
- مراقبة الصيانة الفنية للطائرات.
- تدريب وتأهيل الطيارين والمراقبين الجويين.

تنظيم الحركة الجوية
- المديرية تشرف على إدارة الملاحة الجوية في فرنسا، بما في ذلك التحكم في حركة الطائرات داخل المجال الجوي الفرنسي لضمان السلامة والكفاءة.

تعزيز الطيران المدني
تعمل المديرية العامة للطيران المدني على تطوير قطاع الطيران المدني من خلال:
- دعم الابتكار في تكنولوجيا الطيران.
- تسهيل إنشاء مسارات جوية جديدة.
- تشجيع الاستثمار في البنية التحتية للمطارات.

حماية البيئة
- تلعب المديرية دورًا مهمًا في تقليل الآثار البيئية لقطاع الطيران. تركز على تقليل انبعاثات الكربون، وتشجيع استخدام الطائرات الأكثر كفاءة في استهلاك الوقود، ودعم الابتكار في الطيران المستدام.

التنسيق مع المنظمات الدولية
- المديرية العامة للطيران المدني تمثل فرنسا في المنظمات الدولية مثل منظمة الطيران المدني الدولي (ICAO) والوكالة الأوروبية لسلامة الطيران (EASA)، وتشارك في وضع السياسات والمعايير الدولية للطيران.

## الهيكل التنظيمي
المديرية منظمة في عدة أقسام، كل منها يركز على جانب محدد من الطيران المدني منها:
- إدارة الملاحة الجوية: مسؤولة عن التحكم في الحركة الجوية.
- إدارة السلامة الجوية: تعنى بمراقبة شركات الطيران والمطارات.
- الإدارة البيئية: مخصصة لمعالجة القضايا البيئية المرتبطة بالطيران.

## أهم الإنجازات
- تطوير نظام الملاحة الجوية الفرنسية ليكون من بين الأكثر تقدمًا في العالم.
- المشاركة في مشاريع دولية مثل SESAR (مشروع السماء الأوروبية الموحدة).
- دعم إنشاء مطارات جديدة وتحسين كفاءة المطارات الحالية.

## التحديات المستقبلية
- تقليل الانبعاثات الكربونية: تسعى DGAC إلى تقليل تأثير الطيران على التغير المناخي من خلال الابتكار وتعزيز الطيران المستدام.
- إدارة النمو المستمر للحركة الجوية: مع ازدياد الطلب على الرحلات الجوية، تواجه المديرية تحديات في تحسين إدارة الحركة الجوية وضمان الكفاءة.
- دمج الطائرات بدون طيار: تعمل DGAC على وضع لوائح لدمج الطائرات بدون طيار بشكل آمن في المجال الجوي.